# Volksgenosse
Określenie Volksgenosse (w jęz. niem. „towarzysz narodowy”) było używane przez niemieckich narodowych socjalistów i oznaczało osoby należące – według nazistów – do „niemieckiej lub pokrewnej krwi”.
W czwartym punkcie dwudziestopięciopunktowego programu Narodowosocjalistycznej Niemieckiej Partii Robotników (NSDAP) z roku 1920 zapisano:

Obywatelem państwa może być tylko narodowy towarzysz. Narodowym towarzyszem może być tylko ten, kto jest krwi niemieckiej, bez różnicy wyznania. Dlatego towarzyszem narodowym nie może być Żyd.

Członkowie NSDAP zwracali się do siebie zwrotem Parteigenosse (niem. „towarzysz partyjny”). Zwroty „towarzysz narodowy” i „towarzysz partyjny” były używane, aby odciąć się od tradycji zwrotu Genosse (niem. towarzysz), używanego przez członków partii socjaldemokratycznej i komunistycznej.